# Chandraniscus costlowi
Chandraniscus costlowi är en kräftdjursart som beskrevs av George 2004. Chandraniscus costlowi ingår i släktet Chandraniscus och familjen Haploniscidae. Inga underarter finns listade i Catalogue of Life.